# Charles August Polack

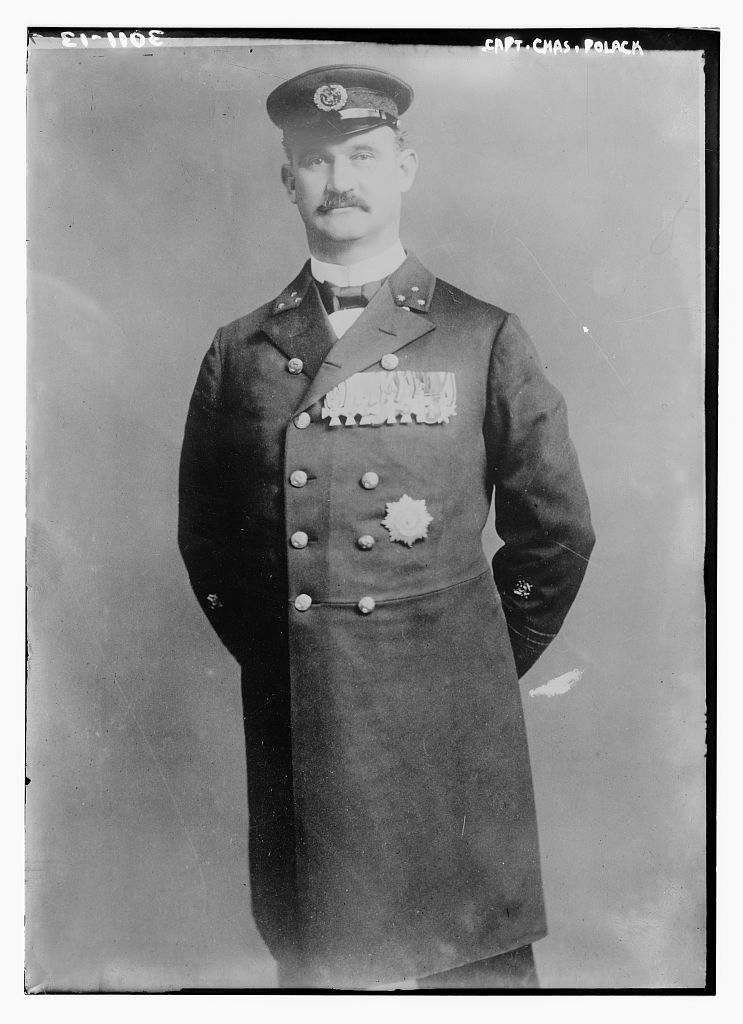
Charles August Polack im Jahr 1914 in den USA

Charles August Polack (* 29. Januar 1860 in Grimma; † 17. November 1934 in Bremerhaven) war ein Nautiker und Kapitän des Norddeutschen Lloyd (NDL) und für die Führung einiger der bedeutendsten Transatlantik-Passagierdampfer vor dem Ersten Weltkrieg verantwortlich. Er gehörte in jener Zeit zu den bekanntesten und angesehensten deutschen Handelsschiffsführern.

## Biografie

### Herkunft, Ausbildung und erste Jahre

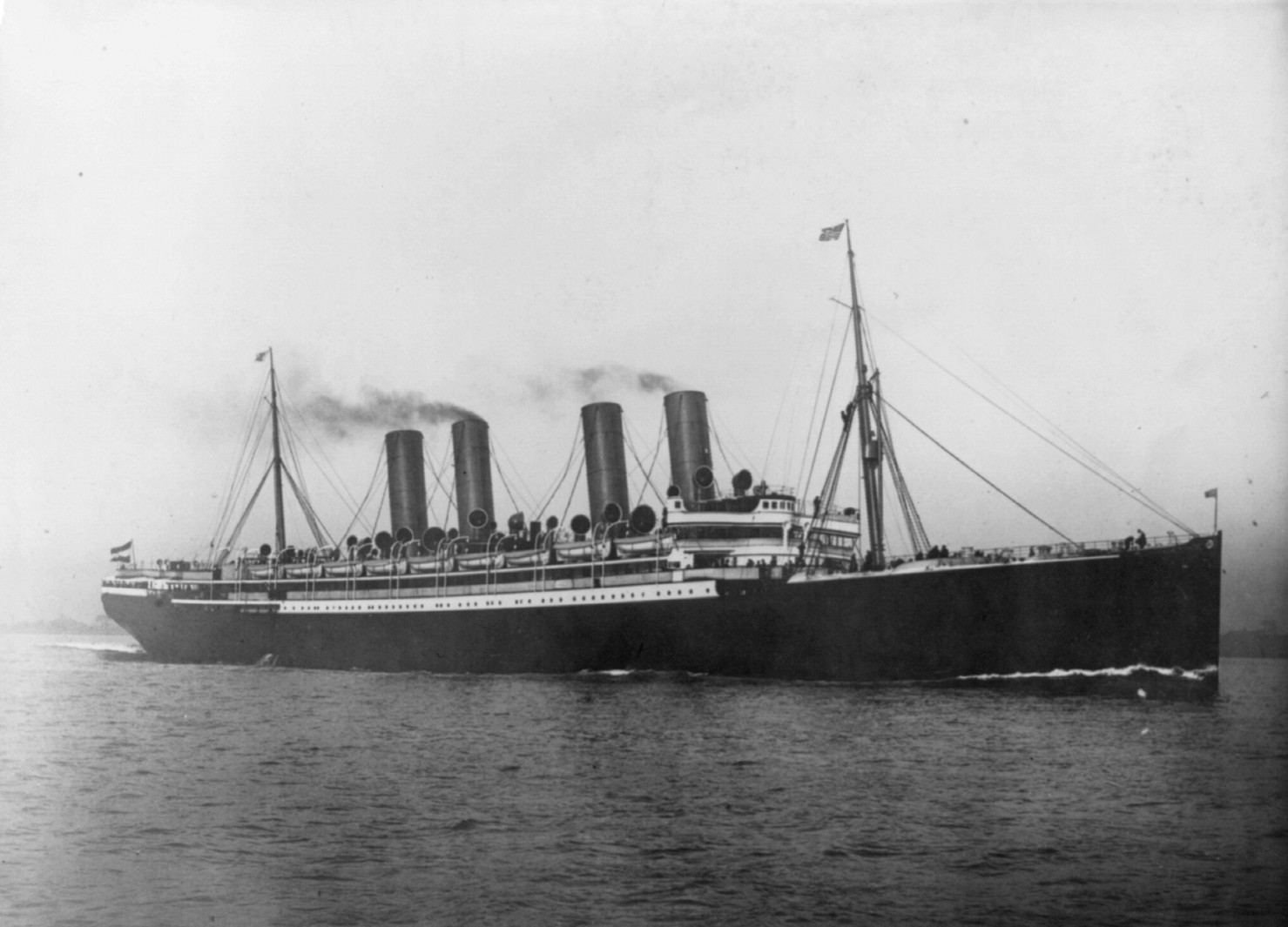
Der Vierschornsteindampfer Kaiser Wilhelm der Große war eines der wichtigsten Transatlantikschiffe vor dem Ersten Weltkrieg und Gewinner des Blauen Bandes.

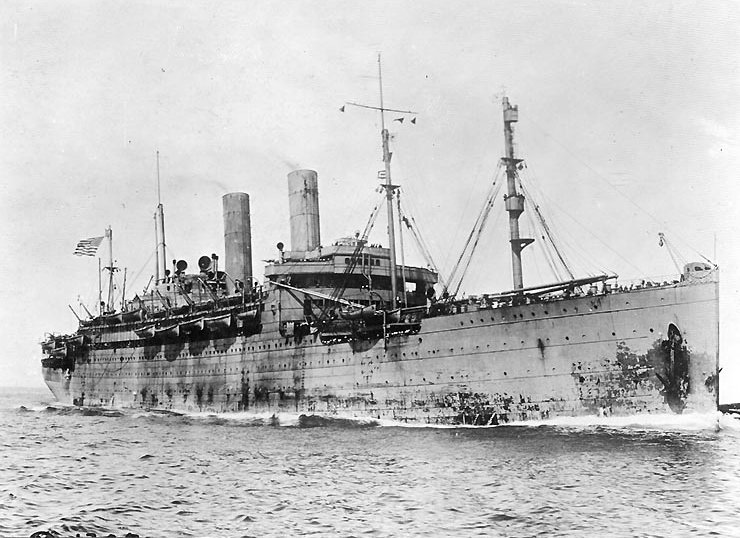
Die George Washington in Diensten der United States Navy 1918. Das Schiff war zu seiner Glanzzeit eines der größten auf dem Atlantik.

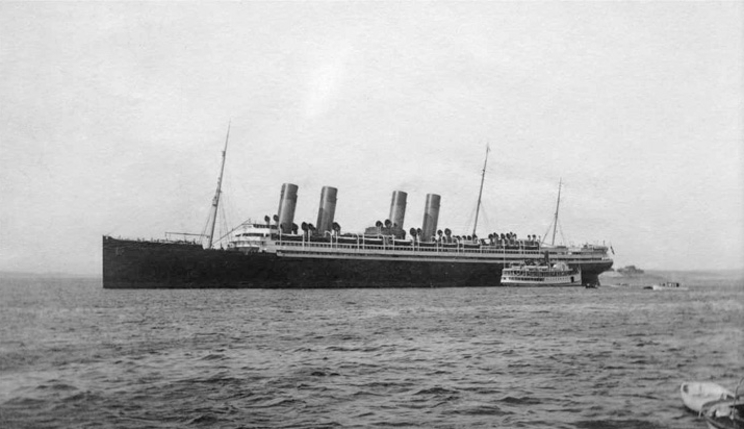
Die Kronprinzessin Cecilie wurde von einigen der bedeutendsten Architekten und Künstlern der damaligen Zeit ausgestattet.

Polack wurde im sächsischen Grimma als Sohn des Kapitäns Peter Andreas Polack geboren. Seine Familie zog bald nach Cuxhaven, da sein Vater nach einem aktiven Kapitänsleben dort als Hafenmeister und Wasserschout arbeitete. Eine 1863 erschienene fachliche Veröffentlichung im internationalen Nautical Magazine hat ihn bekannt gemacht. Bereits mit 15 Jahren verließ Polack sein Elternhaus und fuhr zur See. Er heuerte auf unterschiedlichen Hamburger Handelsseglern an und kam so nach Ostasien und Südamerika. Nach seiner seemännischen Ausbildung bewarb sich Polack 1886 als junger Offizier beim Norddeutschen Lloyd, da er bei dieser Reederei die besten Möglichkeiten für eine erfolgreiche Zukunft sah. Ausschlaggebend für diese Wahl war für ihn der für den Lloyd erfolgreiche Abschluss des Reichspostdampfervertrag von 1885. Damit hatte das Unternehmen den Zuschlag für wichtige Fernpostdampferstrecken erhalten. Dies schloss auch staatliche Subventionen mit ein. Er erhielt die gewünschte Anstellung und war zweiter Offizier des Schnelldampfers Ems, als er unter Einsatz seines Lebens vier Überlebende des in schwerer See sinkenden britischen Seglers Hebe retten konnte. Dafür erhielt er 1890 von Königin Viktoria eine hohe Auszeichnung. Am 18. Dezember 1891 war er als zweiter Offizier des Dampfers Spree an der Rettung der 149 Passagiere und Mannschaften des vor Neufundland brennend gesunkenen britischen Postdampfers Abyssinia beteiligt und wurde in der Folge von der Liverpool Shipwreck & Humane Society ausgezeichnet. Auch auf der Spree selbst löschte er einen Brand, der möglicherweise durch Kurzschluss neben den Kajüten der Passagiere in einem Anrichtezimmer ausgebrochen war. Später rettete er noch zwei Menschen, die in einem offenen Boot trieben und wurde dafür ebenfalls geehrt. Weitere Auszeichnungen erhielt Polack, der als humorvolle, joviale Persönlichkeit beschrieben wurde, durch den spanischen König, den Kaiser von Japan, den Kaiser von China sowie von mehreren deutschen Königen und Fürsten. Er sprach ein ausgezeichnetes Deutsch und konnte sich fließend in Englisch, Französisch und Italienisch unterhalten. Diese Begabung öffneten ihm viele Türen auf dem internationalen Parkett.

### Kapitän seit 1900
Im Juli 1900 erhielt er sein Kapitänspatent und wurde mit der Führung der Aachen betraut. Sein erster Einsatz bestand darin, Truppen nach China zu überführen. Während seiner Landaufenthalte in der Heimat wohnte er im damals noch selbständigen Marktflecken Lehe. Im Oktober 1907 vollbrachte er das seemännische Meisterstück, den Doppelschrauben-Schnellpostdampfer Kaiser Wilhelm der Große, nach dem Verlust des Ruders bei stürmischer See nur mit den beiden Schrauben steuernd, sicher von New York über Plymouth und Cherbourg nach Bremerhaven zu bringen. Dabei hatte das Schiff mit durchschnittlich 18 Knoten Fahrt und rund 2300 zurückgelegten Seemeilen nur einen Tag Verspätung. Für dieses Leistung erhielt er von Kaiser Wilhelm II. im selben Jahr den preußischen Kronenorden dritter Klasse. Als der New Yorker Bürgermeister William Jay Gaynor am 9. August 1910 auf der im Hafen von Hoboken liegenden Kaiser Wilhelm der Große angeschossen wurde, verhinderte Polack, der fast daneben stand, eine Massenpanik auf dem Schiff. Im Dezember desselben Jahres verlor die nach New York fahrende Kaiser Wilhelm der Große auf der Neufundlandbank ihre Backbordschraube. Eine Reparatur des Schiffes in Hoboken hätte die Rückreise mit der Weihnachtspost verzögert, was Polack unbedingt verhindern wollte. Nachdem die Hafentechniker keine unmittelbaren Gefahren für das Schiff trotz fehlender Schraube hatten feststellen können, wurde die Rückreise angetreten. Pünktlich erreichte der Schnellpostdampfer Bremerhaven, wobei Polack an den Zwischenstationen Plymouth und Cherbourg ohne Hilfe der sich verspätenden Schlepper manövrierte, um nicht noch mehr Zeit zu verlieren. Ende 1912 wurde er von seinem Arbeitgeber mit dem Ehrentitel eines Vizeadmirals der Lloyd-Flotte ausgezeichnet. Polack war als Kapitän für die Aachen, Werra, König Albert, Prinzess Irene, Kaiser Wilhelm der Große und George Washington verantwortlich, bevor er 1913 das Kommando über die Kronprinzessin Cecilie, einem Schwesterschiff der Kaiser Wilhelm der Große, erhielt.

### 1914 bis 1917
Als die Kronprinzessin Cecilie am 19. März 1914 in Hoboken eintraf, hatte Polack seine hundertste Fahrt als Kapitän vollendet und wurde sowohl in Hoboken als auch in Bremen geehrt. Am 28. Juli 1914 verließ die Kronprinzessin Cecilie unter dem Kommando von Polack fahrplanmäßig New York mit Ziel Bremerhaven. An Bord befanden sich 1216 Passagiere sowie Goldbarren und Münzen im Wert von 15 Millionen US-Dollar. Das Gold war für Pariser und britische Banken bestimmt. Auf hoher See erhielt der Kapitän die Nachricht vom drohenden Kriegsbeginn. Seine Reederei forderte ihn außerdem zur sofortigen Umkehr auf. Da die nun folgende Situation Teil mehrerer gerichtlicher Untersuchungen war, ist sie gut dokumentiert. Das Schiff lief in der Nacht zum 4. August 1914 den kleinen Hafenort Bar Harbor im Bundesstaat Maine an und ankerte in der dortigen Bucht. Als Grund dafür, weder New York oder Boston angesteuert zu haben, gab Polack an, dass er die Nachrichtenverbindung des britischen Kreuzers Essex nach Halifax abgefangen hatte und somit vorgewarnt gewesen war, dass die Briten vorhatten, die großen amerikanischen Häfen zu überwachen. Die Kronprinzessin Cecilie blieb mit ihrer Besatzung bis zum Morgen des 6. November 1914 in der Bucht vor Anker. Polack hatte die Schornsteinenden als provisorischen Schutz vor britischen Angriffen mit einem schwarzen Band versehen lassen, um ein Schiff der englischen White Star Line vorzutäuschen. Erst nach einer US-amerikanischen Schutzgarantie an Kapitän Polack, dass  die Kronprinzessin Cecilie von keinem verfeindeten Kriegsschiff angegriffen werde, verließ der Dampfer im Geleit mit dem US-Zerstörer Warrington und einem Kutter des Küstenschutzes Bar Harbor und wurde im Hafen von Boston in Massachusetts beschlagnahmt, da die Cecilie in den folgenden gerichtlichen Prozessen um die Nichterfüllung des Goldtransportes nach Europa für die Kläger gesichert werden sollte. Dies geschah, obwohl die amerikanische Regierung erklärt hatte, dass grundsätzlich kein Schiff der deutschen Handelsmarine beschlagnahmt werde und die Deutschen nach Belieben über ihre Flotte verfügen könnten.
Nachdem die USA am 6. April 1917 in den Ersten Weltkrieg eingetreten waren, gerieten Polack und seine verbliebene Mannschaft in Kriegsgefangenschaft. Auf die Prozesse gegen den Kapitän und den Norddeutschen Lloyd hatte dies keine Auswirkungen. Am 7. Mai 1917 wurden die Klagen der beiden New Yorker Finanzdienstleister Guaranty Trust Co und National City Bank sowie von zwei Passagieren aus New York und Brüssel vom Obersten Gerichtshof abgewiesen. Alle Anwälte hatte ihre Anklagen auf den Kontraktbruch aufgebaut. Das Gericht befand jedoch, dass der Kapitän pflichtbewusst die Sicherheit aller Interessen gewahrt und die Gefahren richtig eingeschätzt hatte, als er das Schiff auf dem Atlantik wenden ließ.

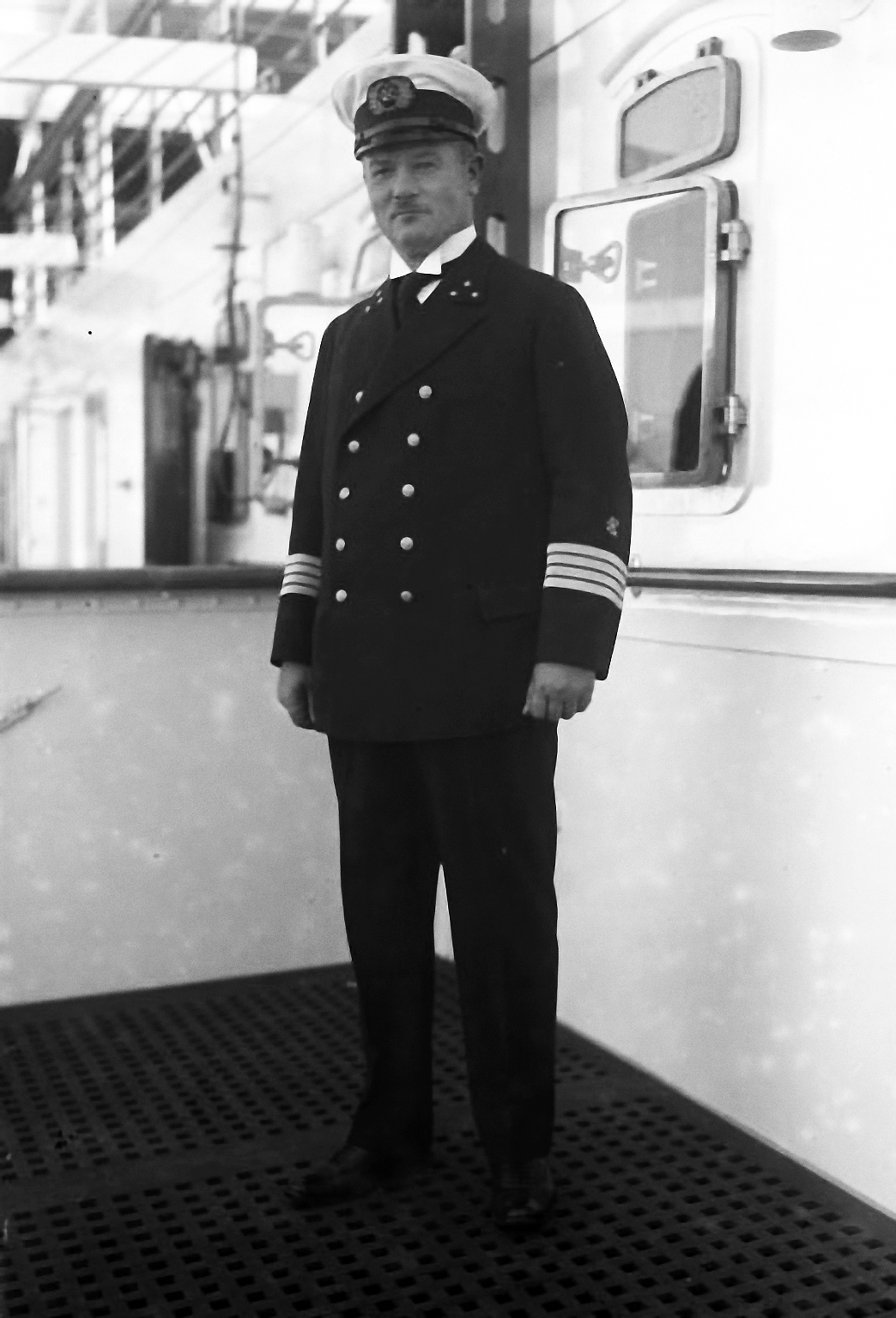
Leopold Ziegenbein, Kapitän der Bremen, 1931, ein guter Freund Polacks

Es dauerte noch bis zum 7. Mai, dem Tag des Prozessendes gegen den Norddeutschen Lloyd, bis die amerikanischen Behörden ihre Zustimmung zur Beschlagnahmung der Kronprinzessin Cecilie durch die United States Shipping Board aussprechen konnten. Es war vorgesehen, die beschädigte Maschinenanlage des Passagierdampfer zu reparieren, nachdem bereits Anfang Februar 1917 festgestellt worden war, dass die Mannschaft die Maschinenanlage nachhaltig zerstört hatte, um eine Übernahme durch die Amerikaner zu erschweren. Der von einem US-Marineingenieur festgestellte Schaden betraf alle Zylinder der Vierfach-Expansionsmaschinen. Die Deutschen hatten dort jeweils ein großes Stück Stahl herausgeschnitten und zusätzlich die Befestigungen der Zylinderköpfe abgeschlagen. Da es in den USA nicht möglich war, die in Deutschland hergestellten Bauteile neu zu produzieren, wurde für den Einbau einer neuen Maschinenanlage plädiert. Nach Aussage von Kapitän Polack hatte er den Befehl zur Sabotage von einem Offiziellen der deutschen Botschaft in Washington erhalten und in der Nacht des 31. Januars 1917 ausführen lassen. Mit der Reaktivierung wurde das Schiff in USS Mount Vernon umbenannt und zum amerikanischen Truppentransporter umgebaut.

### 1920 bis 1934
Nach dem Ende seiner Kriegsgefangenschaft ernannte der NDL Kapitän Polack zum Direktor der unternehmenseigenen Kureinrichtungen auf der ostfriesischen Insel Norderney. Die Reederei war nach dem Verlust ihrer Ozeanflotte durch den Ersten Weltkrieg bemüht, die Zahl der nun überschüssigen älteren Kapitäne und Offiziere angemessen abzubauen und mit neuen Aufgabe zu betrauen. Seine Pensionierung nahm Polack zum Anlass, erneut als aktiver Seemann zu arbeiten. Die US-amerikanische Reederei United States Lines machte sich seine überdurchschnittlichen nautischen Kenntnisse als Seelotse nutzbar.
Einer der ersten Offiziere, die Polack ausgebildet hatte, war Leopold Ziegenbein, den er sehr schätzte und immer besuchte, wenn dieser in Bremerhaven ankerte. Am 16. November 1934 war Ziegenbein Kapitän der Bremen und lag am Tag vor seinem Auslaufen an der Bremerhavener Columbuskaje. Wie üblich war Polack zugegen. Nach einer ausgedehnten Abschiedstrinkerei verabschiedete er sich um Mitternacht, stürzte auf dem Weg nach Hause in die See und ertrank. Polack wurde auf dem Bremerhavener Friedhof in Wulsdorf beerdigt.